# Inters Gui
Inters Auxence Gui (Bingerville, 8 agosto 1993) è un calciatore ivoriano, attaccante dell'Al-Nahda.

## Caratteristiche tecniche
È un'ala destra.

## Carriera
È cresciuto nelle giovanili del Covilhã.
Ha debuttato nella prima divisione portoghese con il Vitória Guimarães il 16 agosto 2014, nel corso del match vinto 3-1 contro il Gil Vicente.

## Statistiche

### Presenze e reti nei club
Statistiche aggiornate al 3 giugno 2017.
| Stagione                 | Squadra                  | Campionato               | Campionato | Campionato | Coppe nazionali | Coppe nazionali | Coppe nazionali | Coppe continentali | Coppe continentali | Coppe continentali | Altre coppe | Altre coppe | Altre coppe | Totale | Totale |
| Stagione                 | Squadra                  | Comp                     | Pres       | Reti       | Comp            | Pres            | Reti            | Comp               | Pres               | Reti               | Comp        | Pres        | Reti        | Pres   | Reti   |
| ------------------------ | ------------------------ | ------------------------ | ---------- | ---------- | --------------- | --------------- | --------------- | ------------------ | ------------------ | ------------------ | ----------- | ----------- | ----------- | ------ | ------ |
| 2011-2012                | Covilhã                  | SL                       | 10         | 0          | TP+TL           | 1+0             | 0               |                    | -                  | -                  |             | -           | -           | 11     | 0      |
| 2012-2013                | Covilhã                  | SL                       | 28         | 1          | TP+TL           | 0+1             | 0               |                    | -                  | -                  |             | -           | -           | 29     | 1      |
| 2013-2014                | Covilhã                  | SL                       | 34         | 3          | TP+TL           | 1+7             | 0+1             |                    | -                  | -                  |             | -           | -           | 42     | 4      |
| Totale Covilhã           | Totale Covilhã           | Totale Covilhã           | 72         | 4          |                 | 10              | 1               |                    | -                  | -                  |             | -           | -           | 82     | 5      |
| 2014-2015                | Vitória Guimarães        | PL                       | 13         | 0          | TP+TL           | 0+4             | 0+1             |                    | -                  | -                  |             | -           | -           | 17     | 1      |
| 2015-gen. 2016           | Vitória Guimarães        | PL                       | 0          | 0          | TP+TL           | 0               | 0               | UEL                | 0                  | 0                  |             | -           | -           | 0      | 0      |
| Totale Vitória Guimarães | Totale Vitória Guimarães | Totale Vitória Guimarães | 13         | 0          |                 | 4               | 1               |                    | 0                  | 0                  |             | -           | -           | 17     | 1      |
| gen.-giu. 2016           | Académica                | PL                       | 6          | 0          | TP+TL           | 0               | 0               |                    | -                  | -                  |             | -           | -           | 6      | 0      |
| 2016-2017                | Chiasso                  | CL                       | 14         | 5          | CS              | 2               | 0               |                    | -                  | -                  |             | -           | -           | 16     | 5      |
| Totale carriera          | Totale carriera          | Totale carriera          | 105        | 9          |                 | 16              | 2               |                    | 0                  | 0                  |             | -           | -           | 121    | 11     |

## Palmarès

### Club

#### Competizioni nazionali
- Supercoppa di Georgia: 1

Samt'redia: 2017